# سرمندان
سرمندان (بالفارسية: سرمندان) هي قرية تقع في Poshtkuh Rural District في إيران. يقدر عدد سكانها بـ 0 نسمة بحسب إحصاء 2016.